# 西倉幸男
西倉 幸男（にしくら ゆきお）は、日本のフィギュアスケート選手（男子シングル）。東京都出身。1957年世界選手権代表。

## 経歴
1950年、全日本ジュニア選手権に出場し3位に入る。1954年、全日本選手権に出場し、大橋和夫に続き2位に入る。その後、1956年から1959年にかけては佐藤信夫に続いてすべて2位となる。
1957年、日本代表として大橋和夫、杉田秀男、上野純子、荒木祐子と共に6年ぶりに世界選手権に出場し、13位に終わる。
国民体育大会では、1954年と1955年に東京都代表として出場し、高校男子で2連覇を果たす。
引退後は、1964年に稲田悦子、片山敏一らとともに日本フィギュアスケーティングインストラクター協会を設立した。

## 主な戦績
| 大会/年              | 50-51 | 51-52 | 52-53 | 53-54 | 54-55 | 55-56 | 56-57 | 57-58 | 58-59 | 59-60 |
| -------------------- | ----- | ----- | ----- | ----- | ----- | ----- | ----- | ----- | ----- | ----- |
| 世界選手権           |       |       |       |       |       |       | 13    |       |       |       |
| 全日本選手権         |       |       |       |       | 2     |       | 2     | 2     | 2     | 2     |
| 全日本ジュニア選手権 | 3     |       |       |       |       |       |       |       |       |       |
| 国民体育大会         |       |       |       | 1     | 1     |       |       |       |       |       |